# Grafschaft Lens

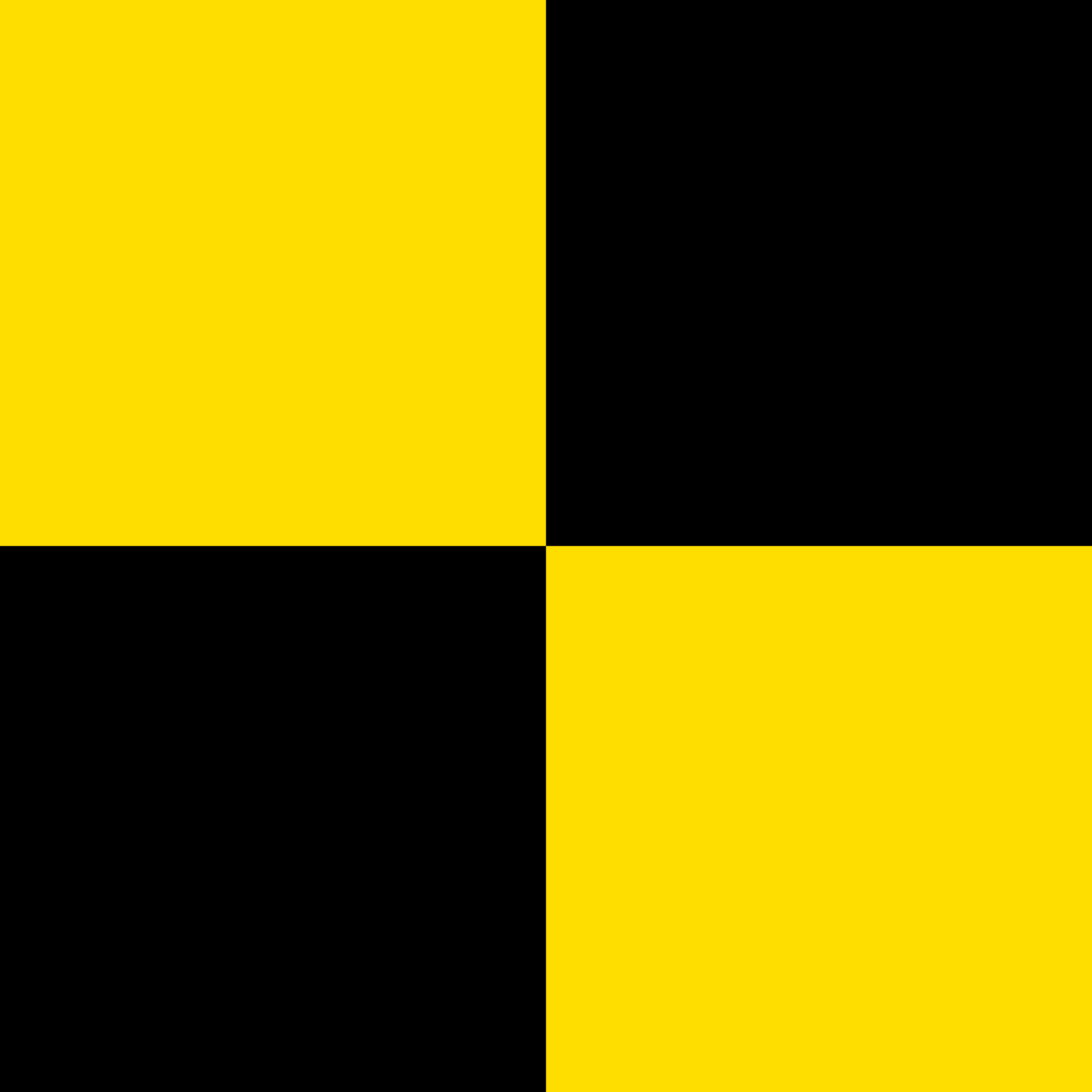
Flagge der Grafschaft Lens

Die Grafschaft Lens mit dem Hauptort Lens wurde im 11. Jahrhundert von Lambert von Boulogne († 1054), danach von seinem Bruder Eustach II., Graf von Boulogne, gehalten.
Der Kastellan von Lens war seit dem 11. Jahrhundert zugleich Vogt von Saint-Pierre in Gent.
1160 geriet sie unter die Oberhoheit der Grafschaft Flandern, und ging 1192 mit dem Artois an den König von Frankreich.

## Grafen von Lens
- Lambert, † 1054
- Eustach II., † 1070/82, Graf von Boulogne, 1054 Graf von Lens, dessen Bruder
- Eustach III., † nach 1125, Graf von Boulogne und Lens, dessen Sohn
- Mathilda von Boulogne, † 1151, Gräfin von Boulogne und Lens